# Sumuche Bajo
Sumuche Bajo es un caserío peruano ubicado en el distrito de Huarmaca, perteneciente a la provincia de Huancabamba del departamento de Piura, al norte del Perú. 

## Ubicación
Sumuche Bajo se ubica al centro de la provincia de Huancabamba, en el distrito de Huarmaca, en el departamento de Piura.

## Demografía
En 2017 Sumuche Bajo tenía una población de 76 habitantes.